# 公開性行為

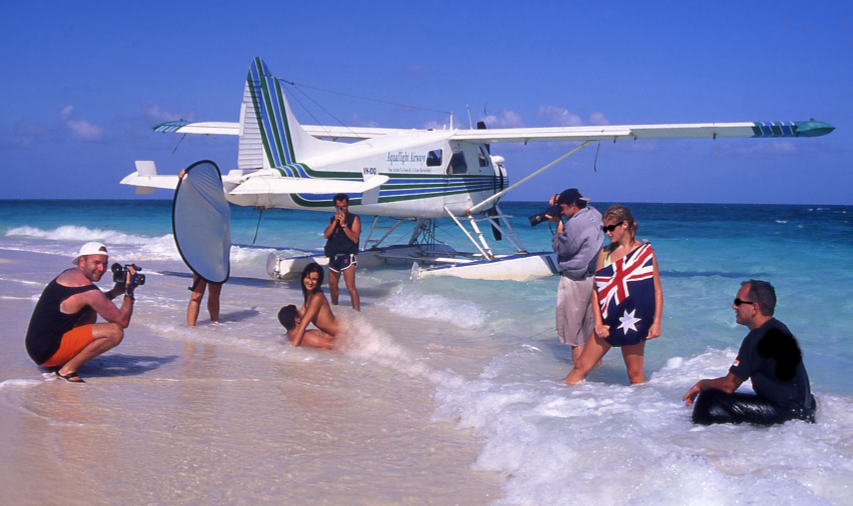
在澳洲的海岸拍攝露天性愛影片的Pierre Woodman （左方持攝影機者）

公開性行為也稱為露天性爱，泛稱在公共空間（包括室外、室內的公共空間）或在私人空間但仍可在其他地方被不特定他人或特定的多數人看見的性爱活动。
有別於當眾親熱的公開表示愛意，公眾場合的任何性爱活动受到各地禮俗、法律的規範，違反者將被取締裁罰或譴責。

## 用语

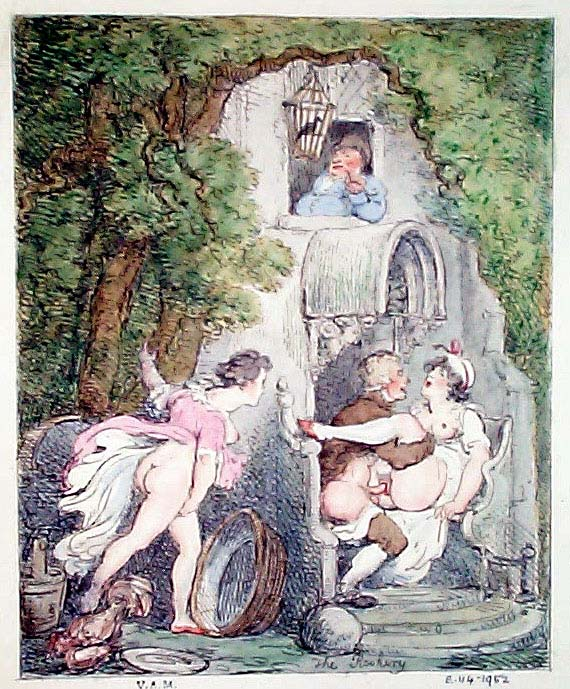
18世纪英国画家的作品之一

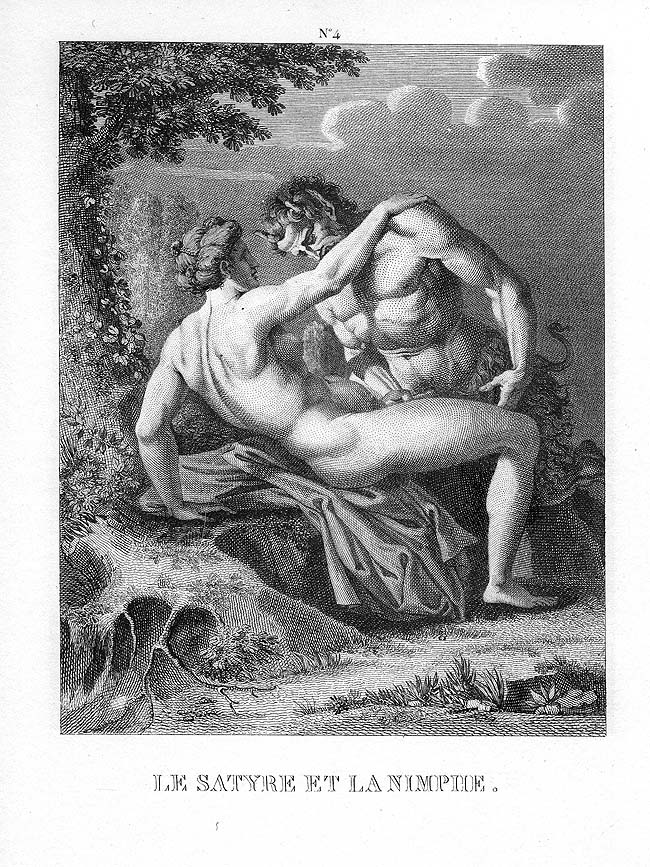
阿戈斯蒂諾·卡拉齊的木刻版畫作品，《萨堤尔与宁芙》（Le Satyre et la Nymphe）。

俚語又稱“打野炮”、“打野戰”。若是汽车性爱，俚语又称“车震”。
其他字義辨別
若是在屋外露天進行，日語稱為（日语：／ aokan */?），英語稱為outdoor sex。
中國古語“野合”有時會與日语相混淆而被误用。事实上野合並非望文生義的野外交合，更非公然性爱，必须考究其上下文意義（例如：在曠野中交戰、不合社會規範的婚姻）。

## 戶外的
在戶外愛撫或其他身体亲密的动作，由於所處地點不一，未必能確保私領域的區隔。倘若涉及公共空間，被其他不特定人发现，此一情境在不同时代的人类社會文化下接受条件与程度不一，可能违反當地的法律規範，或有些地方人们会视为失礼或冒犯，使其遭致道德上的非议或谴责。
在現代的日本社會，公共空間交合行為違反刑法第174條的公然猥亵罪。若與事的其中一人並不同意在公共空間交合，则可将另一人依強姦罪予以處分。
特殊情境下的禮俗
自古以來，春遊踏青是青年男女談情說愛好時機。如三月三上巳节，除了傳統節慶之外，在古代也曾是官府為男女青年舉辦的狂歡節。
唐代作家杜甫《丽人行》：“三月三日天气新，长安水边多丽人。”
《周禮•地官•媒氏》：「中春之月，令會男女。於是時也，奔者不禁。司男女之無夫家者而會之。」在河邊的男男女女除了臨水沐浴，戶外聚會期間男女情侶各自帶開附近約會、私情歡愛，此類情境在當時合於禮俗規範。

## 车上的性行为
有些人會將車當作發生性行為的場域，可能是私家車、公共運輸或其他交通工具，此時地点可能是靜止在一處，也可能在行駛移動之中。倘若所處地點涉及公共空間（例如当车辆移动或停留在公共空間附近时）或他人的私有空间，愛撫或其他身体亲密的动作可能被其他不特定人发现。此一情境在不同时代的人类社會文化下接受条件与程度不一，有些地方人们会视为失礼或冒犯，使其遭致道德上的非议或谴责。
在许多國家或地區可能违反當地的法律規範。由于车辆的特性，在车上的性行为亦可能涉及性侵犯、拍摄照片等未經行为方自願同意、或非法性交易等相關罪行。